# WTA Tour 2008
El WTA Tour 2008 va ser el circuit de tennis professional femení de l'any 2008 organitzat per la WTA. La temporada inclou un total de 58 tornejos dividits en Grand Slams (organitzats per la ITF), tornejos WTA Tier I, Tier II, Tier III, Tier IV i el WTA Tour Championships. Els tornejos es disputen entre el 31 de desembre de 2007 i el 3 de novembre de 2008. Al mes d'agost es van disputar els Jocs Olímpics de Pequín 2008 que també van tenir incidència en el circuit.

## Calendari
Taula amb el calendari complet dels tornejos que pertanyen a la temporada 2008 de la WTA Tour.
| Grand Slam             |
| Year-end championships |
| Tier I                 |
| Tier II                |
| Tier III               |
| Tier IV                |

| Torneig        | Data d'inici           | Superfície   | Guanyadora/es                               | Finalista/es                                   |
| -------------- | ---------------------- | ------------ | ------------------------------------------- | ---------------------------------------------- |
| 31 de desembre | Gold Coast             | Dura         | Li Na                                       | Viktória Azàrenka                              |
| 31 de desembre | Gold Coast             | Dura         | Dinara Safina / Agnes Szavay                | Zi Yan / Jie Zheng                             |
| 31 de desembre | Auckland               | Dura         | Lindsay Davenport                           | Aravane Rezai                                  |
| 31 de desembre | Auckland               | Dura         | Maria Korítseva / Lilia Osterloh            | Martina Muller / Barbora Zahlavova Strycova    |
| 7 de gener     | Sidney                 | Dura         | Justine Henin                               | Svetlana Kuznetsova                            |
| 7 de gener     | Sidney                 | Dura         | Zi Yan / Jie Zheng                          | Tatsiana Perebiynis / Tatsiana Putxak          |
| 7 de gener     | Hobart                 | Dura         | Eleni Daniïlidu                             | Vera Zvonariova                                |
| 7 de gener     | Hobart                 | Dura         | Anabel Medina / Virginia Ruano              | Eleni Daniïlidu / Jasmin Woehr                 |
| 14 de gener    | Open d'Austràlia       | Dura         | Maria Xaràpova                              | Ana Ivanovic                                   |
| 14 de gener    | Open d'Austràlia       | Dura         | Alyona Bondarenko / Katerina Bondarenko     | Viktória Azàrenka / Shahar Pe'er               |
| 14 de gener    | Open d'Austràlia       | Dura         | Sun Tiantian / Nenad Zimonjić               | Sania Mirza / Mahesh Bhupathi                  |
| 4 de febrer    | París                  | Dura         | Anna Txakvetadze                            | Agnes Szavay                                   |
| 4 de febrer    | París                  | Dura         | Alyona Bondarenko / Katerina Bondarenko     | Vladimira Uhlirova / Eva Hrdinova              |
| 4 de febrer    | Pattaya                | Dura         | Agnieszka Radwańska                         | Jill Craybas                                   |
| 4 de febrer    | Pattaya                | Dura         | Yung-jan Chan / Chia-jung Chuang            | Su-wei Hsieh / Vania King                      |
| 11 de febrer   | Anvers                 | Dura         | Justine Henin                               | Karin Knapp                                    |
| 11 de febrer   | Anvers                 | Dura         | Cara Black / Liezel Huber                   | Kveta Peschke / Ai Sugiyama                    |
| 11 de febrer   | Viña del Mar           | Terra batuda | Flavia Pennetta                             | Klara Zakopalova                               |
| 11 de febrer   | Viña del Mar           | Terra batuda | Liga Dekmeijere / Alicja Rosolska           | Maria Korítseva / Julia Schruff                |
| 18 de febrer   | Doha                   | Dura         | Maria Xaràpova                              | Vera Zvonariova                                |
| 18 de febrer   | Doha                   | Dura         | Kveta Peschke / Rennae Stubbs               | Cara Black / Liezel Huber                      |
| 18 de febrer   | Bogotà                 | Terra batuda | Núria Llagostera                            | Maria Emilia Salerni                           |
| 18 de febrer   | Bogotà                 | Terra batuda | Iveta Benesova / Bethanie Mattek            | Jelena Kostanic Tosic / Martina Muller         |
| 25 de febrer   | Dubai                  | Dura         | Ielena Deméntieva                           | Svetlana Kuznetsova                            |
| 25 de febrer   | Dubai                  | Dura         | Cara Black / Liezel Huber                   | Zi Yan / Jie Zheng                             |
| 25 de febrer   | Memphis                | Dura         | Lindsay Davenport                           | Olga Govortsova                                |
| 25 de febrer   | Memphis                | Dura         | Lindsay Davenport / Lisa Raymond            | Angela Haynes / Mashona Washington             |
| 25 de febrer   | Acapulco               | Terra batuda | Flavia Pennetta                             | Alize Cornet                                   |
| 25 de febrer   | Acapulco               | Terra batuda | Núria Llagostera / María José Martínez      | Iveta Benesova / Petra Cetkovska               |
| 3 de març      | Bangalore              | Dura         | Serena Williams                             | Patty Schnyder                                 |
| 3 de març      | Bangalore              | Dura         | Shuai Peng / Tiantian Sun                   | Yung-jan Chan / Chia-jung Chuang               |
| 10 de març     | Indian Wells           | Dura         | Ana Ivanovic                                | Svetlana Kuznetsova                            |
| 10 de març     | Indian Wells           | Dura         | Dinara Safina / Ielena Vesninà              | Zi Yan / Jie Zheng                             |
| 24 de març     | Miami                  | Dura         | Serena Williams                             | Jelena Jankovic                                |
| 24 de març     | Miami                  | Dura         | Katarina Srebotnik / Ai Sugiyama            | Cara Black / Liezel Huber                      |
| 7 d'abril      | Ponte Vedra Beach      | Terra batuda | Maria Xaràpova                              | Dominika Cibulkova                             |
| 7 d'abril      | Ponte Vedra Beach      | Terra batuda | Bethanie Mattek / Vladimira Uhlirova        | Viktória Azàrenka / Ielena Vesninà             |
| 14 d'abril     | Charleston             | Terra batuda | Serena Williams                             | Vera Zvonariova                                |
| 14 d'abril     | Charleston             | Terra batuda | Katarina Srebotnik / Ai Sugiyama            | Edina Gallovits / Olga Govortsova              |
| 14 d'abril     | Estoril                | Terra batuda | Maria Kirilenko                             | Iveta Benesova                                 |
| 14 d'abril     | Estoril                | Terra batuda | Maria Kirilenko / Flavia Pennetta           | Mervana Jugic-Salkic / Ipek Senoglu            |
| 28 d'abril     | Fes                    | Terra batuda | Gisela Dulko                                | Anabel Medina                                  |
| 28 d'abril     | Fes                    | Terra batuda | Sorana Cirstea / Anastassia Pavliutxénkova  | Alissa Kleibànova / Iekaterina Makàrova        |
| 28 d'abril     | Praga                  | Terra batuda | Vera Zvonariova                             | Viktória Azàrenka                              |
| 28 d'abril     | Praga                  | Terra batuda | Andrea Hlavackova / Lucie Hradecka          | Jill Craybas / Michaella Krajicek              |
| 5 de maig      | Berlín                 | Terra batuda | Dinara Safina                               | Ielena Deméntieva                              |
| 5 de maig      | Berlín                 | Terra batuda | Cara Black / Liezel Huber                   | Núria Llagostera / María José Martínez         |
| 12 de maig     | Roma                   | Terra batuda | Jelena Jankovic                             | Alize Cornet                                   |
| 12 de maig     | Roma                   | Terra batuda | Yung-jan Chan / Chia-jung Chuang            | Iveta Benesova / Janette Husarova              |
| 19 de maig     | Istanbul               | Terra batuda | Agnieszka Radwańska                         | Ielena Deméntieva                              |
| 19 de maig     | Istanbul               | Terra batuda | Jill Craybas / Olga Govortsova              | Marina Erakovic / Polona Hercog                |
| 19 de maig     | Estrasburg             | Terra batuda | Anabel Medina                               | Katarina Srebotnik                             |
| 19 de maig     | Estrasburg             | Terra batuda | Tatsiana Perebiynis / Zi Yan                | Yung-jan Chan / Chia-jung Chuang               |
| 26 de maig     | Roland Garros          | Terra batuda | Ana Ivanovic                                | Dinara Safina                                  |
| 26 de maig     | Roland Garros          | Terra batuda | Anabel Medina / Virginia Ruano              | Casey Dellacqua / Francesca Schiavone          |
| 26 de maig     | Roland Garros          | Terra batuda | Viktória Azàrenka / Bob Bryan               | Katarina Srebotnik / Nenad Zimonjic            |
| 9 de juny      | Birmingham             | Herba        | Katerina Bondarenko                         | Yanina Wickmayer                               |
| 9 de juny      | Birmingham             | Herba        | Cara Black / Liezel Huber                   | Severine Bremond / Virginia Ruano              |
| 9 de juny      | Barcelona              | Terra batuda | Maria Kirilenko                             | María José Martínez                            |
| 9 de juny      | Barcelona              | Terra batuda | Lourdes Domínguez / Arantxa Parra           | Núria Llagostera / María José Martínez         |
| 16 de juny     | Eastbourne             | Herba        | Agnieszka Radwańska                         | Nàdia Petrova                                  |
| 16 de juny     | Eastbourne             | Herba        | Cara Black / Liezel Huber                   | Kveta Peschke / Rennae Stubbs                  |
| 16 de juny     | s-Hertogenbosch        | Herba        | Tamarine Tanasugarn                         | Dinara Safina                                  |
| 16 de juny     | s-Hertogenbosch        | Herba        | Marina Erakovic / Michaella Krajicek        | Liga Dekmeijere / Angelique Kerber             |
| 23 de juny     | Wimbledon              | Herba        | Venus Williams                              | Serena Williams                                |
| 23 de juny     | Wimbledon              | Herba        | Serena Williams / Venus Williams            | Lisa Raymond / Samantha Stosur                 |
| 23 de juny     | Wimbledon              | Herba        | Samantha Stosur / Bob Bryan                 | Katarina Srebotnik / Mike Bryan                |
| 7 de juliol    | Budapest               | Terra batuda | Alize Cornet                                | Andreja Klepac                                 |
| 7 de juliol    | Budapest               | Terra batuda | Alize Cornet / Janette Husarova             | Vanessa Henke / Ioana Raluca Olaru             |
| 7 de juliol    | Palerm                 | Terra batuda | Sara Errani                                 | Maria Korítseva                                |
| 7 de juliol    | Palerm                 | Terra batuda | Sara Errani / Núria Llagostera              | Al·la Kudriàvtseva / Anastassia Pavliutxénkova |
| 14 de juliol   | Stanford               | Dura         | Aleksandra Wozniak                          | Marion Bartoli                                 |
| 14 de juliol   | Stanford               | Dura         | Cara Black / Liezel Huber                   | Ielena Vesninà / Vera Zvonariova               |
| 14 de juliol   | Bad Gastein            | Terra batuda | Pauline Parmentier                          | Lucie Hradecka                                 |
| 14 de juliol   | Bad Gastein            | Terra batuda | Andrea Hlavackova / Lucie Hradecka          | Sesil Karatantcheva / Natasa Zoric             |
| 21 de juliol   | Los Angeles            | Dura         | Dinara Safina                               | Flavia Pennetta                                |
| 21 de juliol   | Los Angeles            | Dura         | Yung-jan Chan / Chia-jung Chuang            | Eva Hrdinova / Vladimira Uhlirova              |
| 21 de juliol   | Portoroz               | Dura         | Sara Errani                                 | Anabel Medina                                  |
| 21 de juliol   | Portoroz               | Dura         | Anabel Medina / Virginia Ruano              | Vera Duixévina / Iekaterina Makàrova           |
| 28 de juliol   | Mont-real              | Dura         | Dinara Safina                               | Dominika Cibulkova                             |
| 28 de juliol   | Mont-real              | Dura         | Cara Black / Liezel Huber                   | Maria Kirilenko / Flavia Pennetta              |
| 28 de juliol   | Estocolm               | Dura         | Caroline Wozniacki                          | Vera Duixévina                                 |
| 28 de juliol   | Estocolm               | Dura         | Iveta Benesova / Barbora Zahlavova Strycova | Petra Cetkovska / Lucie Safarova               |
| 11 d'agost     | Jocs Olímpics          | Dura         | Or                                          | Argent                                         |
| 11 d'agost     | Jocs Olímpics          | Dura         | Ielena Deméntieva                           | Dinara Safina                                  |
| 11 d'agost     | Jocs Olímpics          | Dura         | Serena Williams / Venus Williams            | Anabel Medina / Virginia Ruano                 |
| 11 d'agost     | Cincinnati             | Dura         | Nàdia Petrova                               | Nathalie Dechy                                 |
| 11 d'agost     | Cincinnati             | Dura         | Maria Kirilenko / Nàdia Petrova             | Su-wei Hsieh / Iaroslava Xvédova               |
| 18 d'agost     | New Haven              | Dura         | Caroline Wozniacki                          | Anna Txakvetadze                               |
| 18 d'agost     | New Haven              | Dura         | Kveta Peschke / Lisa Raymond                | Sorana Cirstea / Monica Niculescu              |
| 18 d'agost     | Forest Hills           | Dura         | Lucie Safarova                              | Shuai Peng                                     |
| 25 d'agost     | US Open                | Dura         | Serena Williams                             | Jelena Jankovic                                |
| 25 d'agost     | US Open                | Dura         | Cara Black / Liezel Huber                   | Lisa Raymond / Samantha Stosur                 |
| 25 d'agost     | US Open                | Dura         | Cara Black / Leander Paes                   | Liezel Huber / Jamie Murray                    |
| 8 de setembre  | Bali                   | Dura         | Patty Schnyder                              | Tamira Paszek                                  |
| 8 de setembre  | Bali                   | Dura         | Su-wei Hsieh / Shuai Peng                   | Marta Domachowska / Nàdia Petrova              |
| 15 de setembre | Pacífic                | Dura         | Dinara Safina                               | Svetlana Kuznetsova                            |
| 15 de setembre | Pacífic                | Dura         | Vania King / Nàdia Petrova                  | Lisa Raymond / Samantha Stosur                 |
| 15 de setembre | Canton                 | Dura         | Vera Zvonariova                             | Shuai Peng                                     |
| 15 de setembre | Canton                 | Dura         | Maria Korítseva / Tatsiana Putxak           | Tiantian Sun / Zi Yan                          |
| 22 de setembre | Pequín                 | Dura         | Jelena Jankovic                             | Svetlana Kuznetsova                            |
| 22 de setembre | Pequín                 | Dura         | Anabel Medina / Caroline Wozniacki          | Xinyun Han / Yi-fan Xu                         |
| 22 de setembre | Seül                   | Dura         | Maria Kirilenko                             | Samantha Stosur                                |
| 22 de setembre | Seül                   | Dura         | Chia-jung Chuang / Su-wei Hsieh             | Vera Duixévina / Maria Kirilenko               |
| 29 de setembre | Stuttgart              | Dura         | Jelena Jankovic                             | Nàdia Petrova                                  |
| 29 de setembre | Stuttgart              | Dura         | Anna-Lena Groenefeld / Patty Schnyder       | Kveta Peschke / Rennae Stubbs                  |
| 29 de setembre | Tòquio                 | Dura         | Caroline Wozniacki                          | Kaia Kanepi                                    |
| 29 de setembre | Tòquio                 | Dura         | Jill Craybas / Marina Erakovic              | Ayumi Morita / Aiko Nakamura                   |
| 29 de setembre | Taixkent               | Dura         | Sorana Cirstea                              | Sabine Lisicki                                 |
| 29 de setembre | Taixkent               | Dura         | Ioana Raluca Olaru / Olga Savchuk           | Nina Bratchikova / Kathrin Woerle              |
| 6 d'octubre    | Moscou                 | Dura         | Jelena Jankovic                             | Vera Zvonariova                                |
| 6 d'octubre    | Moscou                 | Dura         | Nàdia Petrova / Katarina Srebotnik          | Cara Black / Liezel Huber                      |
| 13 d'octubre   | Zuric                  | Dura         | Venus Williams                              | Flavia Pennetta                                |
| 13 d'octubre   | Zuric                  | Dura         | Cara Black / Liezel Huber                   | Anna-Lena Grönefeld / Patty Schnyder           |
| 20 d'octubre   | Linz                   | Dura         | Ana Ivanovic                                | Vera Zvonariova                                |
| 20 d'octubre   | Linz                   | Dura         | Katarina Srebotnik / Ai Sugiyama            | Cara Black / Liezel Huber                      |
| 20 d'octubre   | Luxemburg              | Dura         | Ielena Deméntieva                           | Caroline Wozniacki                             |
| 20 d'octubre   | Luxemburg              | Dura         | Sorana Cirstea / Marina Erakovic            | Vera Duixévina / Maria Korítseva               |
| 27 d'octubre   | Quebec                 | Dura         | Nàdia Petrova                               | Bethanie Mattek                                |
| 27 d'octubre   | Quebec                 | Dura         | Anna-Lena Grönefeld / Vania King            | Jill Craybas / Tamarine Tanasugarn             |
| 3 de novembre  | WTA Tour Championships | Dura         | Venus Williams                              | Vera Zvonariova                                |
| 3 de novembre  | WTA Tour Championships | Dura         | Cara Black / Liezel Huber                   | Kveta Peschke / Rennae Stubbs                  |

## Rànquings
A diferències del Sony Ericsson WTA Tour Ranking, que es basa en les millors actuacions durant les últimes 52 setmanes (1 any), el Sony Ericsson Race to the Champsionships (cursa cap a la Copa Masters) s'estableix anualment al novembre amb totes les tennistes a zero punts des de l'inici d'any. Les vuit tennistes amb més punts són les que accedeixen a la Copa Masters femenina que se celebra al novembre de cada any. Les següents taules indiquen les vint millors tennistes individuals i les deu millors parelles de l'any 2008.
| Cursa individual WTA 2008 | Cursa individual WTA 2008 | Cursa individual WTA 2008 | Cursa individual WTA 2008 |
| N.                        | Tennista                  | Punts                     | Tornejos                  |
| ------------------------- | ------------------------- | ------------------------- | ------------------------- |
| 1                         | Jelena Jankovic           | 4786                      | 21                        |
| 2                         | Dinara Safina             | 3823                      | 20                        |
| 3                         | Serena Williams           | 3681                      | 12                        |
| 4                         | Ielena Deméntieva         | 3400                      | 18                        |
| 5                         | Ana Ivanovic              | 3353                      | 17                        |
| 6                         | Vera Zvonariova           | 2626                      | 24                        |
| 7                         | Svetlana Kuznetsova       | 2623                      | 18                        |
| 8                         | Venus Williams            | 2522                      | 13                        |
| 9                         | Maria Xaràpova            | 2515                      | 9                         |
| 10                        | Agnieszka Radwanska       | 2256                      | 23                        |
| 11                        | Nàdia Petrova             | 1914                      | 24                        |
| 12                        | Flavia Pennetta           | 1814                      | 26                        |
| 13                        | Caroline Wozniacki        | 1756                      | 23                        |
| 14                        | Patty Schnyder            | 1596                      | 23                        |
| 15                        | Alize Cornet              | 1499                      | 23                        |
| 16                        | Viktória Azàrenka         | 1497                      | 20                        |
| 17                        | Marion Bartoli            | 1487                      | 25                        |
| 18                        | Dominika Cibulkova        | 1447                      | 25                        |
| 19                        | Katarina Srebotnik        | 1410                      | 24                        |
| 20                        | Anna Txakvetadze          | 1370                      | 23                        |

| Cursa dobles WTA 2008 | Cursa dobles WTA 2008            | Cursa dobles WTA 2008 | Cursa dobles WTA 2008 |
| N.                    | Tennistes                        | Punts                 | Tornejos              |
| --------------------- | -------------------------------- | --------------------- | --------------------- |
| 1                     | Cara Black · Liezel Huber        |                       |                       |
| 2                     | Katarina Srebotnik · Ai Sugiyama |                       |                       |
| 3                     | Kveta Peschke · Rennae Stubbs    |                       |                       |
| 4                     | Anabel Medina · Virginia Ruano   |                       |                       |